# Куліш Іван Хомич
Іван Хомич Куліш (6 січня 1873, місто Шостка Чернігівської губернії, тепер Сумської області — 30 червня 1963, місто Рівне Рівненської області) — український педагог, поет, вчитель біології Рівненської середньої школи № 5. Депутат Верховної Ради УРСР 3-го скликання.

## Біографія
Народився у багатодітній родині, був одинадцятою дитиною в сім'ї селянина-кантоніста. Дуже рано втратив батьків і був взятий у пансіон відомого харківського благодійника графа Неплюєва. Навчався у сільськогосподарській школі на хуторі Воздвиженську Чернігівської губернії. Навчання і виховання тут було всебічне: окрім основних предметів, учні глибоко вивчали Закон Божий, літературу, музику, образотворче мистецтво, іноземні мови.
Закінчивши у 1892 році школу, склав при Глухівській гімназії екзамени на право педагогічної діяльності і одержав посаду викладача молодшого курсу у Воздвиженській сільськогосподарській школі. Пропрацював десять років на педагогічній роботі у Воздвиженській школі.
У 1902 році у Воздвиженськ завітав волинський меценат барон Федір Рудольфович Штейнгель, який у своєму маєтку в селі Городок, що поблизу Рівного, започаткував освітні і культурні заклади, активно займався благодійництвом і просвітительством. Він і запропонував Іванові Кулішу переїхати до села Городка і стати вчителем російської мови, біології та агрономічних наук новоствореного училища аграрного профілю. У Городоцькій школі-училищі Іван Куліш працював до 1918 року.
З 1919 року — інспектор народних училищ міста Рівного, одночасно викладач російської мови та біології у Рівненському реальному училищі. З 1925 року — член Союзу руських поетів і журналістів Польщі, входив у «кондратьєвське коло» рівненських поетів-емігрантів. До 1939 року працював викладачем приватної російської гімназії міста Рівного.
У 1929 році Іван Куліш надіслав свій вірш «Задачи» на конкурс, який організував Союз російських письменників у Варшаві й одержав за нього першу премію. У 1934 році на конкурсі за «Вінок сонетів» йому знову була присуджена перша премія. У 1938 році у Львові вийшла перша книга вчителя Куліша «Золоті поля».
З 1939 року — вчитель Рівненської середньої школи. Під час німецько-радянської війни деякий час жив у селі Великий Олексин, продовжуючи навчати сільських дітей.
У 1945—1958 роках — вчитель біології, директор Рівненської середньої школи № 5.
У 1958 році, у віці 85 років, вийшов на пенсію. Проживав у місті Рівному, де помер 30 червня 1963 року й похований на кладовищі «Грабник».

## Творчість
Писати вірші, або принаймні друкувати їх, Куліш почав, переживши дві трагедії — особисту (смерть жінки) та громадянську (революція, Громадянська війна та встановлення на Волині польської влади, внаслідок чого Куліш, який ніколи не залишав Україну, де-юре перетворився на емігранта). Іван Куліш починає друкувати свої вірші, а згодом і роботи по теорії літератури, у російськомовних часописах, заснованих емігрантами. Серед них — газети «За свободу!», «Молва», «Волынское слово», часописи «На рубеже» та «Родное слово». Він також був членом деяких літературних об'єднань російськомовних емігрантів. Двічі — у 1925 та 1935 році він отримував за свої поезії першу нагороду на конкурсі «Союзу руських письменників та журналістів Польщі». У радянські роки Куліш не друкував своїх поезій. В радянському літературознавстві емігрантська або близька до неї література майже не розглядалася. Імені Куліша не було навіть у докладній «Литературной энциклопедии» 1962 року. Лише в 2008 році в рівненському видавництві «Волинські обереги» накладом 200 примірників були видані вибрані твори Івана Куліша.

## Нагороди та відзнаки
- орден Леніна
- заслужений вчитель школи Української РСР (15.09.1947)
- значок «Відмінник народної освіти»